# Real Unión Club
O Real Unión Club é um clube futebolístico sediado na cidade de Irun, no País Basco.já venceram a copa del rei 4 vezes   

## Classificação em cima do Real Madrid
No dia 11 de Setembro de 2008, na última fase antes das oitavas-de-final da Copa do Rei 2008-2009, o Real Unión derrotou o poderoso Real Madrid em Irun, por 3 a 2, e no Estadio Santiago Bernabeu, calou os merengues, mesmo sendo derrotado por 4 a 3 em Madrid, pois garantiu a vaga para as oitavas por causa da Regra do gol fora de casa (3 x 2).

## Acesso à Segunda Divisão
Em junho de 2009, o clube do País Basco garantiu o acesso para a Segunda Divisão Espanhola, apos derrotar o Sabadell (2 a 1 no agregado) e o Alcorcon (3 a 1 no agregado) e após 44 anos de ausência da Segunda divisão, os Txuri-beltz retornaram ao torneio.

## Elenco atual
- Atualizado em 18 de agosto de 2019.

Legenda
- : Capitão
- : Jogador lesionado/contundido

## Títulos
| NACIONAIS | NACIONAIS              | NACIONAIS | NACIONAIS              |
|           | Competição             | Títulos   | Temporadas             |
| --------- | ---------------------- | --------- | ---------------------- |
|           | Copa do Rei da Espanha | 4         | 1913, 1918, 1924, 1927 |
|           | Títulos oficiais       | 4         | 4 Nacionais            |

Copa do Rey de futebol 1913 (vencida como Racing de Irún) 

### Campeonatos regionais
- Campeonato da Guipúzcoa (9): 1920, 1921, 1922,1924, 1926, 1928, 1930, 1931, 1947..
- Guipúzcoa-Navarra (8): 1919-20, 1920-21, 1921-22, 1923-24, 1925-26, 1927-28, 1929-30, 1930-31.
- Campeonato de Vizcaya Região Norte (1): 1918.

## Outras conquistas

### Torneios amadores
- Campeonato da Espanha de Aficionados (2): 1934, 1987.
- Real Copa Espanhola de Futebol Autônomo da Biscaia
- Campeão (4): 1913, 1918, 1924, 1927.
  - Finalista (1): 1922
- Copa Real Federação Espanhola de Futebol (1): 2015.

### Campanhas de destaque
- Campeonato Espanhol - 2ª Divisão (Grupo I e II)
- (2):
- Grupo II: 2002/03,
- Grupo I: 2008/09.
- Terceira Divisão da Espanha (Grupo) (4):
- 1957/58, 1963/64, 1991/92, 1992/93.